# Гай Сициний (квестор)
Гай Сици́ний (лат. Gaius Sicinius; II—I века до н. э.) — римский оратор и политический деятель, квестор (дата неизвестна).

## Биография
Гай Сициний по матери был внуком Квинта Помпея — консула 141 года до н. э. и цензора 131 года до н. э. Марк Туллий Цицерон называет его современником Квинта Гортензия Гортала, родившегося в 114 году до н. э. По словам Цицерона, Гай «был оратором, достойным похвалы, успевшим даже завоевать признание» и стать известным адвокатом. Однако Сициний умер «в квесторском звании», то есть совсем молодым. Точных датировок в его биографии нет. Роберт Броутон предположительно датировал квестуру Гая 70 годом до н. э., а канадский антиковед Грэхем Самнер — примерно 74 годом до н. э. Во втором случае рождение Сициния может быть отнесено к 105 году до н. э.